# Lagan Valley (circonscription de l'Assemblée d'Irlande du Nord)
Ne doit pas être confondu avec Lagan Valley (circonscription du Parlement britannique).
Lagan Valley (irlandais : Gleann an Lagáin, Ulster Scots: Glen Lagan) est une circonscription de l'Assemblée d'Irlande du Nord.
Le siège a été utilisé pour la première fois pour une élection en Irlande du Nord uniquement pour le Forum d'Irlande du Nord en 1996. Depuis 1998, il a élu des membres à l'Assemblée actuelle.
Pour les élections à l'Assemblée avant 1996, la circonscription faisait en grande partie partie des circonscriptions de South Antrim et North Down. Depuis 1997, il partage les frontières avec la circonscription du Parlement britannique de Lagan Valley.

## Membres
| Élection               | MLA (parti)                               | MLA (parti)                   | MLA (parti)           | MLA (parti)             | MLA (parti)                      | MLA (parti)             | MLA (parti)           | MLA (parti)                      | MLA (parti) | MLA (parti)       | MLA (parti) | MLA (parti)         |
| ---------------------- | ----------------------------------------- | ----------------------------- | --------------------- | ----------------------- | -------------------------------- | ----------------------- | --------------------- | -------------------------------- | ----------- | ----------------- | ----------- | ------------------- |
| 1996                   | 5 sièges 1996–1998                        | 5 sièges 1996–1998            |                       | David Campbell (UUP)    |                                  | Ivan Davis (UUP)        |                       | Jeffrey Donaldson (UUP)          |             | Edwin Poots (DUP) |             | Cecil Calvert (DUP) |
| 1998                   |                                           | Seamus Close (Alliance Party) | Billy Bell (UUP)      |                         | Patrick Roche (UKUP)             | Ivan Davis (UUP)        |                       | Patricia Lewsley (SDLP)          |             | Edwin Poots (DUP) |             |                     |
| 2003                   | Norah Beare (UUP / DUP)                   | Seamus Close (Alliance Party) | Billy Bell (UUP)      |                         | Jeffrey Donaldson (UUP / DUP)    |                         |                       | Patricia Lewsley (SDLP)          |             | Edwin Poots (DUP) |             |                     |
| Janvier 2007 co-option | Norah Beare (UUP / DUP)                   | Seamus Close (Alliance Party) | Billy Bell (UUP)      | Marietta Farrell (SDLP) | Jeffrey Donaldson (UUP / DUP)    |                         |                       |                                  |             | Edwin Poots (DUP) |             |                     |
| 2007                   | Trevor Lunn (Alliance Party/ Independent) | Basil McCrea (UUP/NI21)       |                       | Jonathan Craig (DUP)    | Jeffrey Donaldson (UUP / DUP)    |                         |                       | Paul Butler (Sinn Féin)          |             | Edwin Poots (DUP) |             |                     |
| Juin 2010 co-option    | Trevor Lunn (Alliance Party/ Independent) | Basil McCrea (UUP/NI21)       | Paul Givan (DUP)      | Jonathan Craig (DUP)    |                                  |                         |                       | Paul Butler (Sinn Féin)          |             | Edwin Poots (DUP) |             |                     |
| 2011                   | Trevor Lunn (Alliance Party/ Independent) | Basil McCrea (UUP/NI21)       | Paul Givan (DUP)      | Jonathan Craig (DUP)    |                                  | Brenda Hale (DUP)       |                       |                                  |             | Edwin Poots (DUP) |             |                     |
| Juin 2013 défection    | Trevor Lunn (Alliance Party/ Independent) | Basil McCrea (UUP/NI21)       | Paul Givan (DUP)      | Jonathan Craig (DUP)    |                                  | Brenda Hale (DUP)       |                       |                                  |             | Edwin Poots (DUP) |             |                     |
| 2016                   | Trevor Lunn (Alliance Party/ Independent) |                               | Paul Givan (DUP)      | Robbie Butler (UUP)     |                                  | Brenda Hale (DUP)       | Jennifer Palmer (UUP) |                                  |             | Edwin Poots (DUP) |             |                     |
| 2017                   | Trevor Lunn (Alliance Party/ Independent) | 5 sièges 2017–présent         | 5 sièges 2017–présent | Robbie Butler (UUP)     |                                  | Pat Catney (SDLP)       |                       |                                  |             | Edwin Poots (DUP) |             |                     |
| Mars 2020 défection    | Trevor Lunn (Alliance Party/ Independent) | 5 sièges 2017–présent         | 5 sièges 2017–présent | Robbie Butler (UUP)     |                                  | Pat Catney (SDLP)       |                       |                                  |             | Edwin Poots (DUP) |             |                     |
| Mars 2022 co-option    | Trevor Lunn (Alliance Party/ Independent) | 5 sièges 2017–présent         | 5 sièges 2017–présent | Robbie Butler (UUP)     | Paul Rankin (DUP)                | Pat Catney (SDLP)       |                       |                                  |             |                   |             |                     |
| 2022                   |                                           | 5 sièges 2017–présent         | 5 sièges 2017–présent | Robbie Butler (UUP)     | Sorcha Eastwood (Alliance Party) | Jeffrey Donaldson (DUP) |                       | David Honeyford (Alliance Party) |             |                   |             |                     |
| Mai 2022 co-option     | Emma Little-Pengelly (DUP)                | 5 sièges 2017–présent         | 5 sièges 2017–présent | Robbie Butler (UUP)     | Sorcha Eastwood (Alliance Party) |                         |                       | David Honeyford (Alliance Party) |             |                   |             |                     |

Note: Les colonnes de ce tableau sont utilisées uniquement à des fins de présentation et aucune importance ne doit être attachée à l'ordre des colonnes. Pour plus de détails sur l'ordre dans lequel les sièges ont été remportés à chaque élection, voir les résultats détaillés de cette élection.

## Élections

### Assemblée d'Irlande du Nord

#### 2022
| Parti | Parti                | Candidat          | %      | Comptage | Comptage | Comptage | Comptage | Comptage | Comptage | Comptage |
| Parti | Parti                | Candidat          | %      | 1        | 2        | 3        | 4        | 5        | 6        | 7        |
| --- | -------------------- | ----------------- | ------ | -------- | -------- | -------- | -------- | -------- | -------- | -------- |
| | DUP                  | Jeffrey Donaldson | 24.74% | 12,626   |          |          |          |          |          |          |
| | Ulster Unionist      | Robbie Butler     | 16.15% | 8,242    | 8,632    |          |          |          |          |          |
| | Alliance             | Sorcha Eastwood   | 16.09% | 8,211    | 8,247    | 8,327    | 8,654    |          |          |          |
| | DUP                  | Paul Givan        | 9.92%  | 5,062    | 8,377    | 8,385    | 8,569    |          |          |          |
| | Alliance             | David Honeyford   | 8.20%  | 4,183    | 4,199    | 4,215    | 4,408    | 4,991    | 5,605    | 6,340    |
| | SDLP                 | Pat Catney        | 6.34%  | 3,235    | 3,243    | 3,286    | 3,426    | 3,566    | 5,400    | 5,696    |
| | TUV                  | Lorna Smyth       | 6.83%  | 3,488    | 3,659    | 3,665    | 3,865    | 4,563    | 4,576    |          |
| | Sinn Féin            | Gary McCleave     | 5.34%  | 2,725    | 2,727    | 2,750    | 2,798    | 2,806    |          |          |
| | Ulster Unionist      | Laura Turner      | 3.15%  | 1,607    | 1,659    | 1,663    | 1,863    |          |          |          |
| | Independent Unionist | Gary Hynds        | 1.44%  | 735      | 757      | 769      |          |          |          |          |
| | Green (NI)           | Simon Lee         | 1.27%  | 648      | 652      | 720      |          |          |          |          |
| | People Before Profit | Amanda Doherty    | 0.53%  | 271      |          |          |          |          |          |          |
| Électorat : 81,562 Valide : 51,033 (62.57%) Non valide : 510 Quota : 8,506 Participation : 51,543 (63.19%) |                      |                   |        |          |          |          |          |          |          |          |

#### 2017
| Parti | Parti            | Candidat            | %      | Comptage | Comptage | Comptage | Comptage | Comptage | Comptage | Comptage  | Comptage |
| Parti | Parti            | Candidat            | %      | 1        | 2        | 3        | 4        | 5        | 6        | 7         | 8        |
| --- | ---------------- | ------------------- | ------ | -------- | -------- | -------- | -------- | -------- | -------- | --------- | -------- |
| | DUP              | Paul Givan          | 17.83% | 8,035    |          |          |          |          |          |           |          |
| | Ulster Unionist  | Robbie Butler       | 15.19% | 6,846    | 6,880    | 6,909.58 | 7,030.64 | 7,130.7  | 7,462.42 | 11,037.42 |          |
| | Alliance         | Trevor Lunn         | 13.55% | 6,105    | 6,131    | 6,135.74 | 6,340.80 | 7,018.86 | 7,392.86 | 7,656.86  |          |
| | DUP              | Edwin Poots         | 13.34% | 6,013    | 6,028    | 6,146.92 | 6,167.04 | 6,185.04 | 6,472.48 | 6,820.82  | 7,401.82 |
| | SDLP             | Pat Catney          | 8.42%  | 3,795    | 3,800    | 3,801.32 | 3,859.38 | 4,021.38 | 5,383.50 | 5,692.92  | 6,848.92 |
| | DUP              | Brenda Hale         | 10.13% | 4,566    | 4,584    | 4,890.9  | 4,908.02 | 4,927.14 | 5,260.84 | 5,561.7   | 6,415.7  |
| | Ulster Unionist  | Jenny Palmer        | 9.97%  | 4,492    | 4,542    | 4,553.46 | 4,672.58 | 4,736.7  | 5,094.72 |           |          |
| | Sinn Féin        | Peter Doran         | 4.00%  | 1,801    | 1,803    | 1,803.06 | 1,829.12 | 1,877.12 |          |           |          |
| | TUV              | Samuel Morrison     | 3.08%  | 1,389    | 1,406    | 1,411.88 | 1,434    | 1,448    |          |           |          |
| | Green (NI)       | Dan Barrios-O'Neill | 2.02%  | 912      | 933      | 933.36   | 1,217.36 |          |          |           |          |
| | Indépendant      | Jonny Orr           | 1.90%  | 856      | 909      | 909.72   |          |          |          |           |          |
| | NI Conservatives | Matthew Robinson    | 0.41%  | 183      |          |          |          |          |          |           |          |
| | Indépendant      | Keith Gray          | 0.17%  | 76       |          |          |          |          |          |           |          |
| Électorat : 72,621 Valide : 45,069 (62.06%) Non valide : 371 Quota : 7,512 Participation : 45,440 (62.57%) |                  |                     |        |          |          |          |          |          |          |           |          |

#### 2016
| Parti | Parti            | Candidat            | %      | Comptage | Comptage | Comptage | Comptage | Comptage | Comptage | Comptage | Comptage |
| Parti | Parti            | Candidat            | %      | 1        | 2        | 3        | 4        | 5        | 6        | 7        | 8        |
| --- | ---------------- | ------------------- | ------ | -------- | -------- | -------- | -------- | -------- | -------- | -------- | -------- |
| | DUP              | Paul Givan          | 13.81% | 5,364    | 5,383    | 5,467    | 5,480    | 5,484    | 5,635    |          |          |
| | Alliance         | Trevor Lunn         | 9.54%  | 3,707    | 3,851    | 3,900    | 4,051    | 4,183    | 4,994    | 6,886    |          |
| | Ulster Unionist  | Robbie Butler       | 11.26% | 4,376    | 4,450    | 4,549    | 4,614    | 4,618    | 5,004    | 5,167    | 5,291    |
| | Ulster Unionist  | Jenny Palmer        | 9.96%  | 3,871    | 3,956    | 4,048    | 4,214    | 4,216    | 4,737    | 4,971    | 5,212    |
| | DUP              | Edwin Poots         | 11.94% | 4,638    | 4,662    | 4,713    | 4,729    | 4,729    | 4,986    | 5,039    | 5,064    |
| | DUP              | Brenda Hale         | 10.90% | 4,236    | 4,283    | 4,316    | 4,326    | 4,330    | 4,518    | 4,556    | 4,577    |
| | DUP              | Jonathan Craig      | 10.52% | 4,087    | 4,103    | 4,159    | 4,169    | 4,173    | 4,309    | 4,387    | 4,409    |
| | SDLP             | Pat Catney          | 7.46%  | 2,899    | 2,935    | 2,954    | 2,993    | 3,704    | 4,012    |          |          |
| | Green (NI)       | Dan Barrios-O'Neill | 2.88%  | 1,118    | 1,205    | 1,245    | 1,547    | 1,661    |          |          |          |
| | TUV              | Lyle Rea            | 3.32%  | 1,291    | 1,303    | 1,506    | 1,516    | 1,518    |          |          |          |
| | Sinn Féin        | Jacqui McGeough     | 2.69%  | 1,045    | 1,054    | 1,061    | 1,082    |          |          |          |          |
| | Indépendant      | Jonny Orr           | 2.10%  | 817      | 840      | 857      |          |          |          |          |          |
| | UKIP             | Brian Higginson     | 1.98%  | 768      |          |          |          |          |          |          |          |
| | NI Conservatives | Jack Irwin          | 0.88%  | 341      |          |          |          |          |          |          |          |
| | NI Labour        | Peter Dynes         | 0.44%  | 171      |          |          |          |          |          |          |          |
| | Democracy First  | Frazer McCammond    | 0.32%  | 124      |          |          |          |          |          |          |          |
| Électorat : 73,746 Valide : 38,853 (52.86%) Non valide : 374 Quota : 5,551 Participation : 39,227 (53.19%) |                  |                     |        |          |          |          |          |          |          |          |          |

#### 2011
| Parti | Parti           | Candidat        | %      | Comptage | Comptage | Comptage | Comptage | Comptage | Comptage | Comptage |
| Parti | Parti           | Candidat        | %      | 1        | 2        | 3        | 4        | 5        | 6        | 7        |
| --- | --------------- | --------------- | ------ | -------- | -------- | -------- | -------- | -------- | -------- | -------- |
| | DUP             | Edwin Poots     | 20.65% | 7,329    |          |          |          |          |          |          |
| | Ulster Unionist | Basil McCrea    | 16.26% | 5,771    |          |          |          |          |          |          |
| | DUP             | Jonathan Craig  | 12.01% | 4,263    | 4,887.65 | 4,931.09 | 4,949.95 | 5,080.95 |          |          |
| | Alliance        | Trevor Lunn     | 12.37% | 4,389    | 4,471.46 | 4,550.42 | 4,877.17 | 4,947.45 | 5,120    |          |
| | DUP             | Paul Givan      | 12.26% | 4,352    | 4,821.96 | 4,858.32 | 4,872.23 | 4,978.08 | 4,991.7  | 5,517.7  |
| | DUP             | Brenda Hale     | 8.20%  | 2,910    | 3,816.44 | 3,856.04 | 3,874.33 | 4,055.82 | 4,067.13 | 4,791.23 |
| | SDLP            | Pat Catney      | 6.10%  | 2,165    | 2,176.47 | 2,185.95 | 2,286.53 | 2,295.25 | 3,195.21 | 3,405.92 |
| | Ulster Unionist | Mark Hill       | 4.18%  | 1,482    | 1,562.6  | 1,985.12 | 2,014.35 | 2,425.62 | 2,433.86 |          |
| | Sinn Féin       | Mary Kate Quinn | 3.39%  | 1,203    | 1,207.03 | 1,208.59 | 1,237.21 | 1,241.21 |          |          |
| | TUV             | Lyle Rea        | 2.91%  | 1,031    | 1,066.65 | 1,095.57 | 1,110.24 |          |          |          |
| | Green (NI)      | Conor Quinn     | 1.67%  | 592      | 599.44   | 605.8    |          |          |          |          |
| Électorat : 67,532 Valide : 35,487 (52.55%) Non valide : 355 Quota : 5,070 Participation : 35,842 (53.07%) |                 |                 |        |          |          |          |          |          |          |          |

#### 2007
| Parti | Parti                            | Candidat          | %      | Comptage | Comptage | Comptage | Comptage | Comptage | Comptage | Comptage | Comptage | Comptage |
| Parti | Parti                            | Candidat          | %      | 1        | 2        | 3        | 4        | 5        | 6        | 7        | 8        | 9        |
| --- | -------------------------------- | ----------------- | ------ | -------- | -------- | -------- | -------- | -------- | -------- | -------- | -------- | -------- |
| | DUP                              | Jeffrey Donaldson | 23.42% | 9,793    |          |          |          |          |          |          |          |          |
| | Sinn Féin                        | Paul Butler       | 12.19% | 5,098    | 5,101.9  | 5,113.9  | 5,116.29 | 5,174.07 | 6,387.07 |          |          |          |
| | Ulster Unionist                  | Basil McCrea      | 9.64%  | 4,031    | 4,228.73 | 4,290.63 | 4,441.38 | 4,846.54 | 4,937.32 | 6,712.32 |          |          |
| | Alliance                         | Trevor Lunn       | 9.00%  | 3,765    | 3,832.08 | 3,961.47 | 4,027.81 | 4,582.07 | 5,959.75 | 6,263.75 |          |          |
| | DUP                              | Jonathan Craig    | 8.30%  | 3,471    | 4,894.5  | 4,921.79 | 5,081.56 | 5,182.27 | 5,200.78 | 5,783.71 | 6,147.9  |          |
| | DUP                              | Edwin Poots       | 8.27%  | 3,457    | 4,460.08 | 4,491.76 | 4,667.4  | 4,768.22 | 4,786.73 | 5,068.48 | 5,323.65 | 5,385.65 |
| | DUP                              | Paul Givan        | 8.07%  | 3,377    | 4,079    | 4,108.07 | 4,231.82 | 4,310.25 | 4,327.59 | 4,566.13 | 4,681.47 | 4,728.47 |
| | Ulster Unionist                  | Billy Bell        | 6.21%  | 2,599    | 2,749.54 | 2,787.1  | 2,880.24 | 3,653.93 | 3,739.93 |          |          |          |
| | SDLP                             | Marietta Farrell  | 6.79%  | 2,839    | 2,854.6  | 2,886.38 | 2,898.38 | 3,062.16 |          |          |          |          |
| | Ulster Unionist                  | Ronnie Crawford   | 2.74%  | 1,147    | 1,250.35 | 1,275.69 | 1,336.37 |          |          |          |          |          |
| | Green (NI)                       | Michael Rogan     | 2.20%  | 922      | 938.77   | 989.11   | 1,023.45 |          |          |          |          |          |
| | UK Unionist Party                | Robert McCartney  | 2.04%  | 853      | 948.55   | 987.84   |          |          |          |          |          |          |
| | NI Conservatives                 | Neil Johnston     | 0.93%  | 387      | 418.98   |          |          |          |          |          |          |          |
| | Parti des travailleurs d'Irlande | John Magee        | 0.20%  | 83       | 84.95    |          |          |          |          |          |          |          |
| Électorat : 70,101 Valide : 41,822 (59.66%) Non valide : 236 Quota : 5,975 Participation : 42,058 (60.00%) |                                  |                   |        |          |          |          |          |          |          |          |          |          |

#### 2003
| Parti | Parti                            | Candidat          | %      | Comptage | Comptage | Comptage | Comptage | Comptage | Comptage | Comptage | Comptage | Comptage | Comptage |
| Parti | Parti                            | Candidat          | %      | 1        | 2        | 3        | 4        | 5        | 6        | 7        | 8        | 9        | 10       |
| --- | -------------------------------- | ----------------- | ------ | -------- | -------- | -------- | -------- | -------- | -------- | -------- | -------- | -------- | -------- |
| | Ulster Unionist                  | Jeffrey Donaldson | 34.19% | 14,104   |          |          |          |          |          |          |          |          |          |
| | DUP                              | Edwin Poots       | 12.54% | 5,175    | 6,714.32 |          |          |          |          |          |          |          |          |
| | Ulster Unionist                  | Billy Bell        | 6.74%  | 2,782    | 4,739.5  | 4,856.8  | 4,962.72 | 5,839.48 | 6,933.48 |          |          |          |          |
| | Alliance                         | Seamus Close      | 10.69% | 4,408    | 4,667.84 | 4,847.18 | 4,880.78 | 4,955.14 | 5,825.4  | 6,295.4  |          |          |          |
| | SDLP                             | Patricia Lewsley  | 7.59%  | 3,133    | 3,153.88 | 3,232.62 | 3,236.46 | 3,251.10 | 3,342.74 | 3,381.74 | 3,535.74 | 6,256.74 |          |
| | Ulster Unionist                  | Norah Beare       | 3.66%  | 1,508    | 3,321.66 | 3,437.70 | 3,534.66 | 4,375.56 | 4,767.36 | 5,195.36 | 5,300.36 | 5,328.8  | 5,657.44 |
| | DUP                              | Andrew Hunter     | 8.00%  | 3,300    | 4,085.32 | 4,187.16 | 4,666.52 | 4,804.94 | 4,929.7  | 4,977.7  | 5,000.7  | 5,013.76 | 5,044.57 |
| | Sinn Féin                        | Paul Butler       | 7.86%  | 3,242    | 3,251.28 | 3,261.86 | 3,263.14 | 3,266.2  | 3,276.26 | 3,277.26 | 3,278.26 |          |          |
| | Indépendant                      | Ivan Davis        | 5.39%  | 2,223    | 2,539.1  | 2,637.48 | 2,662.44 | 2,735    |          |          |          |          |          |
| | Ulster Unionist                  | Jim Kirkpatrick   | 1.64%  | 675      | 1,957.96 | 2,023.36 | 2,094.08 |          |          |          |          |          |          |
| | NI Conservatives                 | Joanne Johnston   | 0.96%  | 395      | 462.86   |          |          |          |          |          |          |          |          |
| | PUP                              | Andrew Park       | 0.51%  | 212      | 256.66   |          |          |          |          |          |          |          |          |
| | Parti des travailleurs d'Irlande | Frances McCarthy  | 0.24%  | 97       | 103.38   |          |          |          |          |          |          |          |          |
| Électorat : 67,910 Valide : 41,254 (60.75%) Non valide : 470 Quota : 5,894 Participation : 41,724 (61.44%) |                                  |                   |        |          |          |          |          |          |          |          |          |          |          |

#### 1998
| Parti | Parti                            | Candidat         | %      | Comptage | Comptage | Comptage | Comptage | Comptage | Comptage | Comptage | Comptage | Comptage |
| Parti | Parti                            | Candidat         | %      | 1        | 2        | 3        | 4        | 5        | 6        | 7        | 8        | 9        |
| --- | -------------------------------- | ---------------- | ------ | -------- | -------- | -------- | -------- | -------- | -------- | -------- | -------- | -------- |
| | Alliance                         | Seamus Close     | 14.59% | 6,788    |          |          |          |          |          |          |          |          |
| | Ulster Unionist                  | Billy Bell       | 12.83% | 5,965    | 5,984    | 6,163    | 6,309    | 6,679    |          |          |          |          |
| | DUP                              | Edwin Poots      | 11.26% | 5,239    | 5,266    | 5,319    | 5,333    | 5,370    | 5,371    | 7,642    |          |          |
| | Ulster Unionist                  | Ivan Davis       | 8.44%  | 3,927    | 3,945    | 4,042    | 4,130    | 4,593    | 4,604    | 4,793    | 4,869    | 7,322    |
| | UK Unionist Party                | Patrick Roche    | 11.53% | 5,361    | 5,398    | 5,493    | 5,507    | 5,542    | 5,543    | 5,879    | 6,622    | 6,859    |
| | SDLP                             | Patricia Lewsley | 8.68%  | 4,039    | 4,066    | 4,069    | 4,414    | 4,431    | 6,191    | 6,192    | 6,194    | 6,282    |
| | Ulster Democratic Party          | Gary McMichael   | 8.01%  | 3,725    | 3,765    | 3,805    | 3,955    | 4,045    | 4,075    | 4,240    | 4,319    | 4,970    |
| | Ulster Unionist                  | David Campbell   | 6.79%  | 3,158    | 3,165    | 3,240    | 3,286    | 3,619    | 3,620    | 3,809    | 3,903    |          |
| | DUP                              | Cecil Calvert    | 6.69%  | 3,111    | 3,120    | 3,191    | 3,199    | 3,210    | 3,216    |          |          |          |
| | Sinn Féin                        | Paul Butler      | 4.30%  | 2,000    | 2,005    | 2,007    | 2,062    | 2,064    |          |          |          |          |
| | Ulster Unionist                  | Ken Hull         | 2.77%  | 1,289    | 1,295    | 1,327    | 1,381    |          |          |          |          |          |
| | NI Women's Coalition             | Annie Campbell   | 2.05%  | 955      | 988      | 1,013    |          |          |          |          |          |          |
| | NI Conservatives                 | William Bleakes  | 1.51%  | 702      | 713      |          |          |          |          |          |          |          |
| | Parti des travailleurs d'Irlande | Frances McCarthy | 0.45%  | 208      |          |          |          |          |          |          |          |          |
| | Natural Law                      | John Collins     | 0.09%  | 43       |          |          |          |          |          |          |          |          |
| Électorat : 71,661 Valide : 46,510 (64.90%) Non valide : 564 Quota : 6,645 Participation : 47,074 (65.69%) |                                  |                  |        |          |          |          |          |          |          |          |          |          |

### 1996 forum
Les candidats retenus sont indiqués en gras.
| Parti | Parti                | Candidat(s)                                                                | Votes  | Pourcentage |
| ----- | -------------------- | -------------------------------------------------------------------------- | ------ | ----------- |
|       | Ulster Unionist      | Jeffrey Donaldson David Campbell Ivan Davis William Dillon Billy Bell      | 16,367 | 37.7        |
|       | DUP                  | Cecil Calvert Edwin Poots                                                  | 9,592  | 22.1        |
|       | Alliance             | Seamus Close Frazer McCammond Mary Clark-Glass Bill Whitley Betty Campbell | 4,508  | 10.4        |
|       | SDLP                 | Peter O'Hagan Hugh Lewsley                                                 | 4,001  | 9.2         |
|       | Ulster Democratic    | Gary McMichael Philip Dean                                                 | 3,087  | 7.1         |
|       | UK Unionist          | Ronnie Crawford Graeme Jardin                                              | 2,172  | 5.0         |
|       | Sinn Féin            | Patrick Rice Michael Ferguson Sue Ramsey                                   | 1,132  | 2.6         |
|       | PUP                  | David Kirk Wilfred Cummings                                                | 1,072  | 2.5         |
|       | NI Women's Coalition | Jane Wilde Fidelma Carolan Sandra Craig Bronya Bonar Margaret Darcy        | 520    | 1.2         |
|       | NI Conservatives     | William Baird Mary Love                                                    | 386    | 0.8         |
|       | Green (NI)           | Malachy McAnespie George Thompson Penny Kemp                               | 175    | 0.4         |
|       | Ulster Independence  | Carolyne Chance Allan Thompson James Kelley                                | 164    | 0.4         |
|       | Labour coalition     | Ciaran Mulholland William McAvoy                                           | 143    | 0.3         |
|       | Workers' Party       | Frances McCarthy John Magee                                                | 72     | 0.2         |
|       | Democratic Left      | Liam Napier Oliver Frawley                                                 | 43     | 0.1         |
|       | Natural Law          | Duncan Paterson Susanna Thompson                                           | 18     | 0.0         |
|       | Independent Chambers | Eric Brown Gary Strain                                                     | 3      | 0.0         |